# فیشاخ
فیشاخ (به آلمانی: Fischach) یک شهر در آلمان است که در آوگسبورگ واقع شده‌است.